# Château du Touvent
Le château du Touvent est un château situé dans la ville de Châteauroux dans l'Indre.
La chapelle Notre-Dame-des-Victoires en totalité est inscrite au titre des monuments historiques par arrêté du 18 mars 2014.

## Histoire
La chapelle du château du Touvent a été construite en 1855. Elle dispose de dimensions modestes et orientée. La chapelle a un vaisseau unique de cinq travées, flanqué de bas-côtés très étroits, et terminé par une abside en hémicycle.  

## Description
La décoration intérieure est le travail d'Alexandre Denuelle et Eugène-Stanislas Oudinot.